# Vitrolles-en-Lubéron
Vitrolles-en-Luberon redirige ici.
Pour les articles homonymes, voir Vitrolles.
Vitrolles-en-Lubéron (officieusement Vitrolles-en-Luberon) est une commune française située dans le département de Vaucluse, en région Provence-Alpes-Côte d'Azur.
Localisé sur la D 33, à 18 km au nord-est de Pertuis et 21 km de Manosque, le village occupe un point stratégique puisqu'il est le point de passage entre le versant sud et le versant nord du Luberon, juste avant le col de Vitrolles à 697 m.
Ses habitants sont appelés les Vitrollains.

## Géographie

### Localisation
Le village est bâti sur les contreforts sud du Grand Luberon et se blottit au cœur d'un cirque montagneux. 

Les GR 5, GR 9 et GR 97 s'y croisent.

### Voies de communication et transports

#### Voies routières
On y accède depuis la D 216 à partir de La Bastide-des-Jourdans (5 km) ou Céreste (D 33, 12 km) ou Grambois (6 km).
Distance des grandes villes françaises
L'orientation et la localisation de Vitrolles-en-Lubéron par rapport à quelques grandes villes françaises sont données dans le tableau suivant. Distance à vol d'oiseau :
| Ville                | Marseille | Nice         | Montpellier  | Lyon       | Toulouse   | Bordeaux   | Strasbourg   | Paris      | Nantes       | Rennes       | Lille      |
| Distance Orientation | 60 km (S) | 135 km (S-E) | 140 km (S-O) | 225 km (N) | 335 km (O) | 506 km (O) | 557 km (N-E) | 616 km (N) | 676 km (N-O) | 738 km (N-O) | 783 km (N) |

#### Services autocars

##### Lignes départementales
Le village est desservi par 1 ligne départementale :
| Ligne | Tracé                                            |
| ----- | ------------------------------------------------ |
| 17.2  | Peypin-d'Aigues ↔ Vitrolles-en-Lubéron ↔ Pertuis |

#### Transport ferroviaire
Gares SNCF à Pertuis à 16 km vers Aix-en-Provence et Marseille et à Manosque - Gréoux-les-Bains à 16 km.
Gares TGV à Aix-TGV Arbois (55 min) ou Avignon-TGV (1 h 10).

### Relief
Vitrolles se trouve dans le massif du Luberon à près de 600 mètres d'altitude. C'est le point de départ du GR 9 97 se dirigeant vers Mourre Nègre (1 225 m) et le Gros Collet.
Le point culminant de la commune se trouve à une altitude de 974 mètres et le plus bas à 372 mètres.

### Géologie
Le massif du Luberon compose la partie essentielle de la commune. Cette chaîne a commencé à se former au Crétacé inférieur, c'est-à-dire entre -135 et -95 millions d'années, pour finir de se plisser à partir de -15 millions d'années d'abord dans un axe nord-sud, puis de N.NE-S.SO entre -7 et -3 millions d'années. Ces compressions successives ont trouvé leurs termes au Pliocène.

### Climat
Pour des articles plus généraux, voir Climat de Provence-Alpes-Côte d'Azur et Climat de Vaucluse.
En 2010, le climat de la commune est de type climat méditerranéen altéré, selon une étude du Centre national de la recherche scientifique s'appuyant sur une série de données couvrant la période 1971-2000. En 2020, Météo-France publie une typologie des climats de la France métropolitaine dans laquelle la commune est exposée à un climat méditerranéen et est dans la région climatique  Provence, Languedoc-Roussillon, caractérisée par une pluviométrie faible en été, un très bon ensoleillement (2 600 h/an), un été chaud (21,5 °C), un air très sec en été, sec en toutes saisons, des vents forts (fréquence de 40 à 50 % de vents > 5 m/s) et peu de brouillards. 
Pour la période 1971-2000, la température annuelle moyenne est de 12,1 °C, avec une amplitude thermique annuelle de 17,3 °C. Le cumul annuel moyen de précipitations est de 819 mm, avec 5,9 jours de précipitations en janvier et 3 jours en juillet. Pour la période 1991-2020, la température moyenne annuelle observée sur la station météorologique de Météo-France la plus proche, « La Bastide des Jourdans », sur la commune de La Bastide-des-Jourdans à 4 km à vol d'oiseau, est de 13,5 °C et le cumul annuel moyen de précipitations est de 698,1 mm. 
La température maximale relevée sur cette station est de 42,4 °C, atteinte le 28 juin 2019 ; la température minimale est de −12,3 °C, atteinte le 6 février 2012,,. 
Les paramètres climatiques de la commune ont été estimés pour le milieu du siècle (2041-2070) selon différents scénarios d'émission de gaz à effet de serre à partir des nouvelles projections climatiques de référence DRIAS-2020. Ils sont consultables sur un site dédié publié par Météo-France en novembre 2022.

### Catastrophes naturelles
La commune a connu de 1982 à 1993 deux événements qui ont été reconnus catastrophes naturelles avec publication d'un arrêté de reconnaissance de catastrophe naturelle publiés au Journal Officiel.
| Type de catastrophe            | Début             | Fin               | Arrêté           | Parution au J.O. |
| ------------------------------ | ----------------- | ----------------- | ---------------- | ---------------- |
| Tempête                        | 6 novembre 1982   | 10 novembre 1982  | 30 novembre 1982 | 2 décembre 1982  |
| Inondations et coulées de boue | 22 septembre 1993 | 24 septembre 1993 | 11 octobre 1993  | 12 octobre 1993  |

### Transports
Vitrolles-en-Lubéron est desservie par un arrêt de la ligne de Trans Vaucluse no 17-2 : Pertuis - Peypin-d'Aigues.
De plus il existe des transports scolaires du conseil général pour amener les élèves de primaire à La Bastide-des-Jourdans, les collégiens à La Tour-d'Aigues et les lycéens à Pertuis.

## Urbanisme

### Typologie
Au 1er janvier 2024, Vitrolles-en-Lubéron est catégorisée commune rurale à habitat dispersé, selon la nouvelle grille communale de densité à sept niveaux définie par l'Insee en 2022.
Elle est située hors unité urbaine et hors attraction des villes,.

### Morphologie urbaine

#### Répartition des sols
La répartition des sols de la commune est la suivante (donnée pour un total de) :
| Type d'occupation | Pourcentage | Superficie (en hectares) |
| ----------------- | ----------- | ------------------------ |
| Zones urbaines    | 1,00 %      | 16,26                    |
| Zones agricoles   | 12,34 %     | 201,21                   |
| Zones naturelles  | 86,66 %     | 1 412,76                 |
| Total             | 100 %       | 1 630,29                 |

Les zones naturelles (presque 9/10 du territoire) sont principalement formées par les forêts méditerranéennes couvrant le Luberon. Les zones agricoles sont formées de vergers de fruitiers (oliviers, amandiers, etc), des champs de lavandin et des vignes (AOC Luberon).

### Logement
Vitrolles-en-Lubéron comptait 134 logements en 2007 (115 en 1999). Les constructions anciennes, mais également neuves, sont bien plus présentes que la moyenne française : en 2007, 25,0 % des résidences principales dataient de 1990 et plus contre 16,5 % en France et 27,8 % furent construites entre 1975 et 1989, par contre peu ont été achevées entre 1949 et 1974 (13,9 %).
Les résidences principales représentent 82 logements, soit 61,2 % du parc, réparties à 92,5 % en maisons individuelles (99,1 % en 1999) et à 7,5 % en appartements (0,0 % en 1999) (respectivement 56,1 % et 42,4 % en France métropolitaine). Les propriétaires de leurs logements constituent 69,5 % des habitants, contre 24,4 % qui sont locataires (respectivement 57,4 % et 39,8 % en France métropolitaine).

## Toponymie
Le village se nomme Vitroles-d'Aigues en 1793, devient Vitroles en 1801 puis est finalement nommé Vitrolles-en-Lubéron à partir du 11 août 1996 (décret no 96-706 du 7 août 1996, publié au journal officiel no 0186 du 10 août 1996).

## Histoire

### Antiquité
Le nom de cette commune trouve son origine dans le latin « vitrolea » (verrerie). Si ce site n’a pas été encore identifié, par contre, au pied du Castellas, la présence de nombreux restes de tegulæ (tuiles plates romaines) suggère qu’une villa devait se trouver à cet endroit. Le Mont Piégros devait, quant à lui, être consacré à Minerve. On y a découvert une belle tête de la déesse de la sagesse qui est désormais déposée au musée Borely de Marseille.

### Moyen Âge
Le village médiéval se situait alors au pied du Castellas et l’église romane dédiée à Saint-Étienne fut bâtie à cette époque. De nos jours, elle n’est plus orientée à la suite des agrandissements faits au cours du XVIIe siècle.
Au XIIe siècle, ce fief dépendait du comté de Forcalquier [pas clair]. Lorsque ce comté perd son indépendance en 1209, à la mort de Guillaume II, un de ses neveux, Guillaume de Sabran tente de le relever. Après une lutte de dix ans, il passe un accord à Meyrargues le 29 juin 1220 avec Raimond Bérenger IV, comte de Provence et lui aussi héritier du comté de Forcalquier. Par cet accord, la moitié sud du comté, dont Mirabeau, lui est donnée. Guillaume de Sabran conserve sa moitié de comté jusqu'à sa mort, vers 1250.
Vitrolles, qui relevait de la Viguerie d’Apt, fut totalement abandonné par ses habitants entre le milieu du XIVe siècle et la fin du XVe, sans doute à cause des épidémies de peste et du passage des troupes de Raymond de Turenne.

### Temps modernes
La seigneurie déserte, fief de Jacques de Forcalquier, passa par héritage à son frère Gaucher, évêque de Gap. En 1483, ce dernier en fait hériter le fils de sa sœur, Georges de Castellane, avec une clause testamentaire spécifiant qu’à la mort de son neveu elle reviendra à son filleul Gaucher de Brancas, seigneur de Maubec.

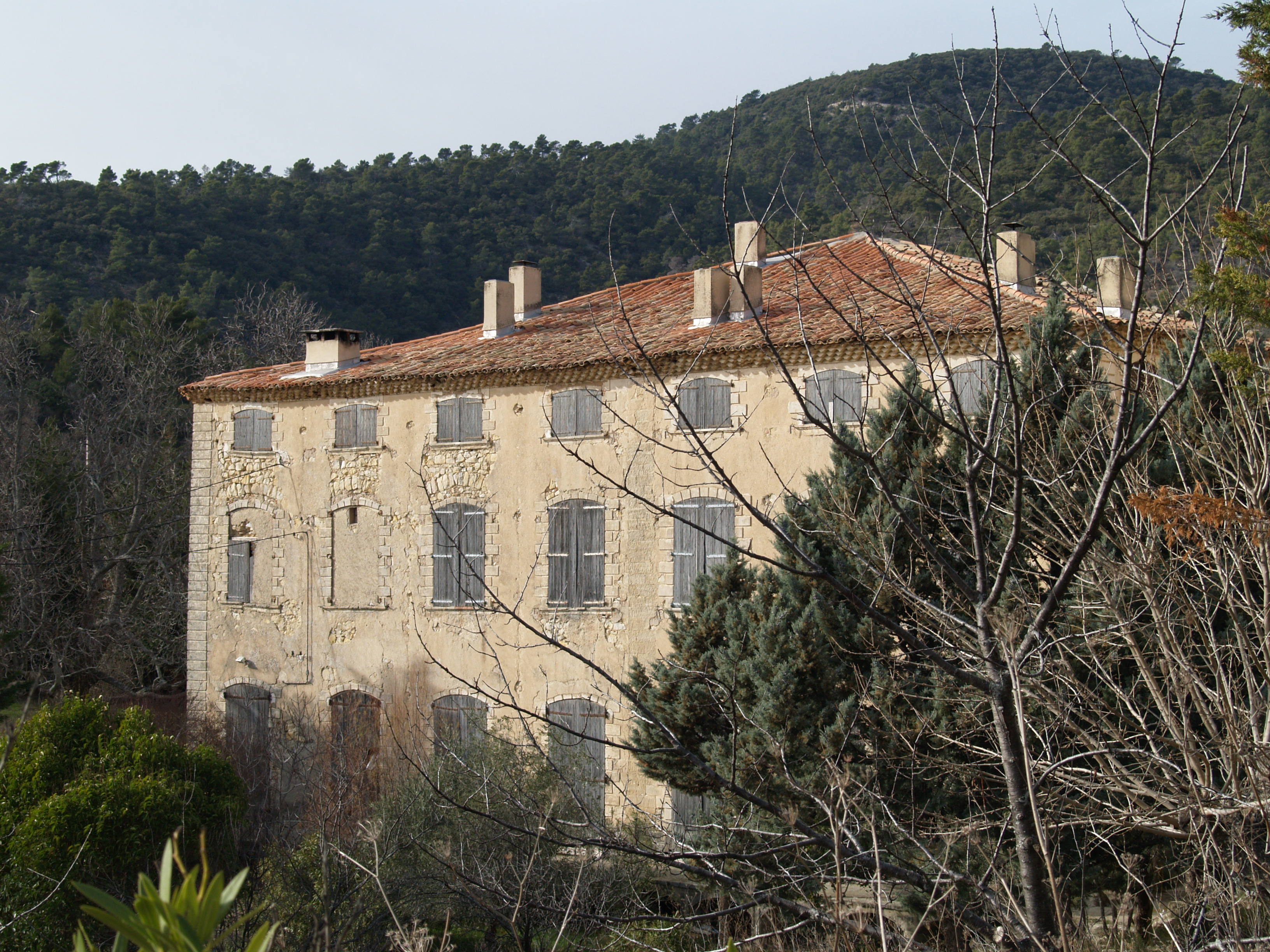
La bastide des Ferrayes ou château du Grand-Pré.

Pour augmenter ses revenus, le 20 mars 1504, il passe un acte d’habitation avec neuf chefs de famille, exceptionnellement ils ne sont pas Vaudois mais originaires du diocèse de Gap. Le village actuel et l’église Saint-Siméon - transformée en ferme de nos jours – sont construits par ces nouveaux arrivants.
Son fils, Gaucher II de Brancas, délaisse le Castellas pour s'installer au village neuf dans la « Grande Maison ». Elle ne sera pas du goût de Françoise de Brancas, née Cambis, qui la revendra en 1676 pour aménager dans sa nouvelle bastide des Ferrayes ou « château du Grand Pré ».
Puis le fief est vendu, en 1753, par Louis II de Brancas à Jean d’Ailhaud, le riche médecin de Lourmarin. Le contrat prévoyait qu’il verserait 200 000 livres plus 6 000 livres d’épingles(!). C’est lui qui fera réaménager le « château des Ferrayes ». Il fut le dernier seigneur de Vitrolles.

### Époque contemporaine
L'adhésion de la commune au parc naturel régional du Luberon a donné à celle-ci des atouts touristiques et économiques importants. Le taux de chômage en 2007 était de 19 %, alors qu'il atteignait 19,3 % en 1999. Ce qui implique un taux d'activité de 62,2 % toujours en 2007, contre 58,8 % en 1999. Pour la même période, les retraités et les préretraités sont passés à 31,8 % au lieu de 28,3 %.

## Politique et administration

### Tendances politiques et résultats
L'électorat vitrollain est plutôt ancré à gauche. Lors de chaque élection, on peut noter le sens civique des citoyens avec des taux de participations supérieurs de 10 à 20 % aux taux de la circonscription, du département ou de la nation.

#### Élections locales

##### Cantonales
Vitrolles-en-Luberon est une commune du canton de Pertuis qui fait partie de la seconde série des cantons et a été renouvelé lors des élections cantonales de 2008. L'élection a eu lieu les 9 et 16 mars en même temps les élections municipales. Six candidats se sont présentés Maurice Lovisolo (PS), conseiller général sortant et maire sortant de La Tour d'Aigues, Marie-Ange Conté (UMP), Stéphane Fabresse (MoDem), Pierre Goubert (FN), Remy Grangeon (PCF) et Thierry Liotard (DVD).
Le 21 mars 2004 lors du premier tour il y a eu 134 votants pour 175 inscrits soit une participation de 76,57 % (64,20 % pour le canton). Maurice Lovisolo (PS) est arrivé très largement en tête avec 59,70 % des voix (43,66 % au niveau du canton), devant Marie-Ange Conté (UMP) avec 16,42 % (21,74 % pour le canton) et Remy Grangeon (PCF) avec 11,94 % (15,49 %).
Le second tour a eu lieu le 21 mars 2004. Il y a 108 votants pour 175 inscrits soit une participation de 61,71 % (58,99 % pour le canton). Maurice Lovisolo (PS) est largement réélu avec 86,41 % des voix (62,31 % au niveau du canton) au détriment de Marie-Ange Conté (UMP) qui obtient 13,49 % des voix (38,69 % au niveau cantonal).

##### Législatives
Aux élections législatives de 2007 pour la deuxième circonscription de Vaucluse, le premier tour a vu Jean-Louis Joseph (PS) avec 40,83 % devancer de peu Jean-Claude Bouchet (UMP) avec 39,17 %, viennent ensuite Nicole Bouisse (UDF) avec 5,00 % et Maurice Giro (Divers droite) avec 4,17 %, aucun autre candidat ne dépassant le seuil des 3,5 % (à noter que quatre candidats n'ont eu aucune voix et quatre autres une seule). Le second tour a vu arriver en tête d'une voix (59 contre 58) avec 50,43 % Jean-Louis Joseph (résultat circonscription : 44,72 %) contre 49,57 % pour Jean-Claude Bouchet (résultat circonscription : 55,28 %). Abstention nettement plus faible à Vitrolles-en-Lubéron avec respectivement 27,22 % et 28,99 % aux deux tours que dans la circonscription (37,93 % et 38,68 %).

#### Élections nationales
À l’élection présidentielle de 2007, le premier tour a vu de peu en tête Ségolène Royal (PS) avec 33,56 %, suivie par Nicolas Sarkozy (UMP) avec 32,21 %, François Bayrou (UDF) avec 20,13 %, Jean-Marie Le Pen (FN) avec 6,04 % et Olivier Besancenot avec 3,36 %, aucun autre candidat ne dépassant le seuil des 3 %. Le second tour a vu arriver en tête Nicolas Sarkozy avec 51,02 % (résultat national : 53,06 %) contre 48,98 % pour Ségolène Royal (résultat national : 46,94 %) avec un taux de participation très élevé aux deux tours de 91,72 % et 92,90 % (contre 83,77 % et 83,97 % au niveau national).

##### Référendum
Au référendum sur la constitution européenne (scrutin du 29 mai 2005), sur 158 inscrits, 138 ont voté, ce qui représente une participation de 87,34 % du total (contre 69,37 % au niveau national), soit une abstention de 32,06 %. Il y a eu une victoire du non avec 74 voix (54,81 %), 61 voix (45,15 %) s'étant prononcées pour et 3 (2,17 %) étant des votes blancs ou nuls.

##### Européennes
À l’élection européenne de 2004, Michel Rocard (PS) est arrivé en tête avec 27,49 %, suivi par Jean-Marie Le Pen (FN) avec 18,16 %, Françoise Grossetête (UMP) avec 15,37 %, Thierry Cornillet (UDF) avec 9,63 %, Jean-Luc Bennahmias (écologie) avec 6,89 %, Patrick Louis (MPF) avec 5,91 % et Manuella Gomez (PCF) 4,60 % et ; aucun des 15 autres candidats ne dépassant le seuil des 2,5 %.
À l’élection européenne de 2009, Françoise Grossetête (UMP) est arrivée en tête avec 22,22 %, suivie par Michele Rivasi (Europe Écologie) avec 20,00 %, Vincent Peillon (PS) avec 18,89 %, Jean-Luc Bennahmias (Modem) avec 13,33 %, Marie-Christine Vergiat (Front de gauche) 7,78 %, Raoul-Marc Jennar (NPA) avec 6,67 % et Jean-Marie Le Pen (FN) avec 4,44 % ; aucun autre candidat ne dépassant le seuil des 3,5 %. Le taux de participation a été de 49,19 % contre 39,64 % pour la circonscription Sud-Est (5e circonscription).

#### Élections européennes
Au référendum européen sur le traité de Maastricht (scrutin du 20 septembre 1992), sur 123 inscrits, 92 ont voté, ce qui représente une participation de 74,80 % (contre 69,70 % au niveau national), soit une abstention de 25,20 %. Il y a eu une large victoire du oui avec 53 voix (60,92 %) contre 34 voix (39,08 %) qui se sont prononcées pour le non, 5 votes (5,43 %) étant blancs ou nuls.

### Administration communale
De par sa taille, la commune dispose d'un conseil municipal de 11 membres (article L2121-2 du Code général des collectivités territoriales). Lors du scrutin de 2008 le maire sortant Henri Allègre a été élu conseiller municipal avec 123 voix le sixième total de la liste unique[pas clair] soit 88,49 % des suffrages exprimés pour une participation de 77,22 %, il a ensuite été nommé maire par le conseil municipal.

### Listes des maires

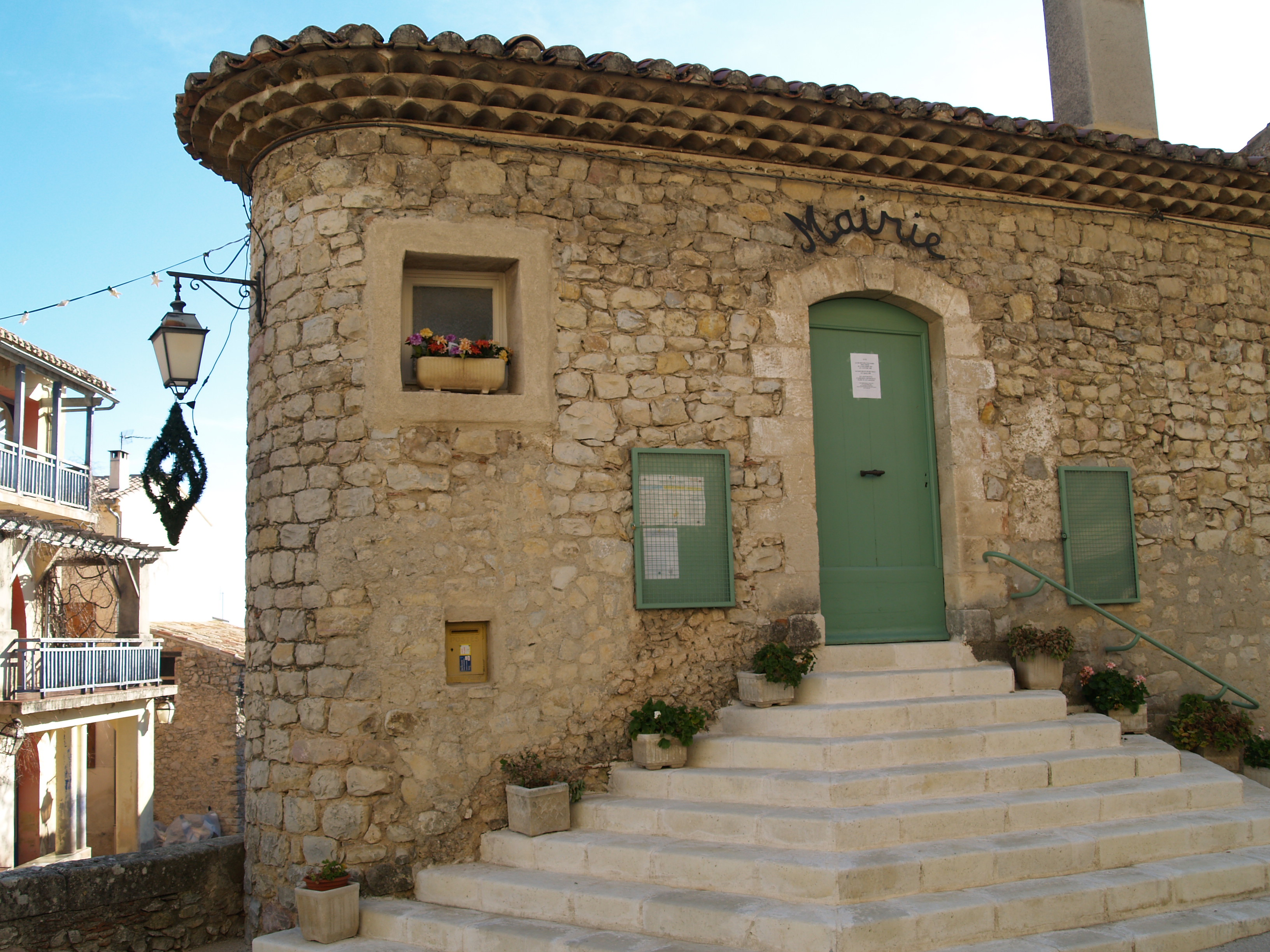
Mairie.

| Période                                  | Période  | Identité            | Étiquette | Qualité     |
| ---------------------------------------- | -------- | ------------------- | --------- | ----------- |
| Mai 2020                                 | en cours | Alain De Villebonne |           | agriculteur |
| Les données manquantes sont à compléter. |          |                     |           |             |

### Instances administratives et juridiques
Vitrolles-en-Lubéron est une des quatorze communes du canton de Pertuis qui totalise 32 492 habitants en 2006. Le canton fait partie de l'arrondissement d'Apt depuis 1801 (sauf de 1926 à 1933 où ce fut Cavaillon) et de la cinquième circonscription de Vaucluse depuis 2010 (avant l'ordonnance no 2009-935 du 29 juillet 2009 elle appartenait à la deuxième circonscription de Vaucluse). Vitrolles-en-Lubéron fait partie du canton de Pertuis depuis 1801 après avoir fait partie du canton de La Bastide-des-Jourdans de 1793 à 1801.
Vitrolles-en-Lubéron fait partie de la juridiction d’instance d’Apt, mais du greffe détaché de Pertuis, et de grande instance, de prud'hommale, de commerce et d'affaires de Sécurité sociale d’Avignon.

### Environnement
Les politiques de collecte et de traitement des déchets des ménages et déchets assimilés ainsi que celles de protection et mise en valeur de l'environnement relèvent des compétences de la communauté de communes Luberon-Durance.
La commune, de par la communauté de communes, fait partie du Syndicat mixte intercommunautaire pour l'étude, la construction et l'exploitation d'unités de traitement des ordures ménagères de la région de Cavaillon (Sieceutom).
La commune fait partie du syndicat intercommunal à vocations multiples (SIVOM) Durance-Luberon qui est un établissement public de coopération intercommunale (EPCI) qui regroupe 21 communes des 23 communes (Lourmarin et Vaugines n'en font pas partie) des deux cantons de Pertuis et de Cadenet a pour compétence la distribution de l'eau et l'assainissement. Il a été créé en 1989 par transformation du syndicat intercommunal créé en 1946 mais qui n'avait comme compétence que la distribution de l'eau. Il comprend 42 membres (deux par commune). Son président est Maurice Lovisolo (vice-président du conseil général de Vaucluse). Le prix de l'assainissement est variable dans chaque commune (à cause de la surtaxe communale) alors que celui de l'eau est identique.

### Fiscalité
| Taxe                                                | Part communale | Part intercommunale | Part départementale | Part régionale |
| --------------------------------------------------- | -------------- | ------------------- | ------------------- | -------------- |
| Taxe d'habitation (TH)                              | 6,00 %         | 0,19 %              | 7,55 %              | 0,00 %         |
| Taxe foncière sur les propriétés bâties (TFPB)      | 6,00 %         | 0,25 %              | 10,20 %             | 2,36 %         |
| Taxe foncière sur les propriétés non bâties (TFPNB) | 18,00 %        | 0,65 %              | 28,96 %             | 8,85 %         |
| Taxe professionnelle (TP)                           | 00,00 %        | 20,36 %             | 13,00 %             | 3,84 %         |

La part régionale de la taxe d'habitation n'est pas applicable.
La taxe professionnelle est remplacée en 2010 par la cotisation foncière des entreprises (CFE) portant sur la valeur locative des biens immobiliers et par la contribution sur la valeur ajoutée des entreprises (CVAE) (les deux formant la contribution économique territoriale (CET) qui est un impôt local instauré par la loi de finances pour 2010).

## Population et société

### Démographie
Le village fut repeuplé en 1504 par contrat d'habitation entre Gaucher de Brancas et neuf colons. Il se développe autour de l'église médiévale au pied de la colline du Castellas qui porte les ruines du village précédent Vitrolles d'Aigues.
Développement faible et continu jusqu'à la fin du XVIIe siècle (environ 160 habitants en 1540, 180 en 1582, 315 en 1698), stagnation au XVIIIe siècle (329 habitants en 1765) et au XIXe siècle ; exode rural important ; 50 habitants en 1968 ; habitat saisonnier en voie de développement.
L'évolution du nombre d'habitants est connue à travers les recensements de la population effectués dans la commune depuis 1793. Pour les communes de moins de 10 000 habitants, une enquête de recensement portant sur toute la population est réalisée tous les cinq ans, les populations de référence des années intermédiaires étant quant à elles estimées par interpolation ou extrapolation. Pour la commune, le premier recensement exhaustif entrant dans le cadre du nouveau dispositif a été réalisé en 2007.

En 2022, la commune comptait 199 habitants, en évolution de +9,34 % par rapport à 2016 (Vaucluse : +1,73 %, France hors Mayotte : +2,11 %).
| 1793 | 1800 | 1806 | 1821 | 1831 | 1836 | 1841 | 1846 | 1851 |
| ---- | ---- | ---- | ---- | ---- | ---- | ---- | ---- | ---- |
| 333  | 350  | 365  | 319  | 319  | 302  | 292  | 289  | 306  |

| 1856 | 1861 | 1866 | 1872 | 1876 | 1881 | 1886 | 1891 | 1896 |
| ---- | ---- | ---- | ---- | ---- | ---- | ---- | ---- | ---- |
| 313  | 292  | 266  | 221  | 201  | 204  | 231  | 194  | 146  |

| 1901 | 1906 | 1911 | 1921 | 1926 | 1931 | 1936 | 1946 | 1954 |
| ---- | ---- | ---- | ---- | ---- | ---- | ---- | ---- | ---- |
| 124  | 114  | 96   | 67   | 85   | 88   | 65   | 69   | 59   |

| 1962 | 1968 | 1975 | 1982 | 1990 | 1999 | 2006 | 2007 | 2012 |
| ---- | ---- | ---- | ---- | ---- | ---- | ---- | ---- | ---- |
| 61   | 50   | 59   | 72   | 137  | 145  | 175  | 179  | 207  |

| 2017 | 2022 | - | - | - | - | - | - | - |
| ---- | ---- | - | - | - | - | - | - | - |
| 164  | 199  | - | - | - | - | - | - | - |

### Enseignement
Administrativement : école primaire Edouard Arniaud à La Bastide-des-Jourdans, Collège Albert Camus à La Tour d'Aigues, puis le Lycée Val de Durance à Pertuis (enseignement général) ou Lycée Alexandre Dumas à Cavaillon soit Lycée Alphonse Benoit à L'Isle-sur-la-Sorgue (enseignements techniques).

### Sports
Nombreuses possibilités de randonnées pédestres ou en V.T.T. À proximité du col de Vitrolles (697 m) ont été aménagées des boucles de randonnées faciles (1 heure 30 chacune) accessibles aux familles. Passage des chemins de grande randonnées 5 (GR 5) et 9 (GR 9), le lieu constitue aussi l'un des points de départ du GR 97.
Centre équestre.

### Santé
Pertuis, la ville du secteur, dispose de services ambulanciers ainsi que d'un établissement hospitalier.

### Cultes
Catholique (église).

## Économie

### Population active
La population âgée de 15 à 64 ans s'élevait en 2007 à 127 personnes (95 en 1999), parmi lesquelles on comptait 62 % d'actifs dont 50,4 % ayant un emploi et 11,8 % de chômeurs (contre 11,6 % en 1999). En 2007, 15,4 % des actifs ayant un emploi et résidant dans la commune travaillaient à Vitrolles-en-Lubéron, 52,3 % dans une autre commune du département de Vaucluse, 32,3 % dans un autre département.

### Emploi
En 2007, on comptait 54 emplois dans la commune, contre 28 en 1999. Le nombre d'actifs ayant un emploi résidant dans la commune étant de 65, l'indicateur de concentration d'emploi est de 83,0 % (contre 60,9 % en 1999), ce qui signifie que la commune n'offre pas assez d'emploi pour tous les vitrollains actifs.

### Industrie
De par son nom, la commune a eu jusqu'au Moyen Âge une importante activité liée à la fabrication du verre. L'utilisation massive du bois pour alimenter les fours des verriers a déforesté le terroir, contraignant cet artisanat semi-industriel à aller s'installer ailleurs, et il n'en reste plus de nos jours que le nom. À sa suite, une seule industrie implantée au XIXe siècle qui a employé jusqu'à 100 ouvriers, celle destinée à fabriquer la fameuse poudre curative de Jean d'Ailhaud.

### Tourisme
Comme l'ensemble des communes proche du Luberon, le tourisme joue un rôle, directement ou indirectement, dans l'économie locale. On peut considérer trois principales sortes de tourisme en Luberon. Tout d'abord, un tourisme historique et culturel qui s'appuie sur un patrimoine riche des villages perchés ou sur des festivals. Ensuite, un tourisme de récréation qui se traduit par un important développement des chambres d'hôtes, de l'hôtellerie et de la location saisonnière, par une concentration importante de piscines et par des animations comme des marchés provençaux. Enfin, un tourisme vert qui profite des nombreux chemins de randonnées et du cadre protégé qu'offrent le Luberon et ses environs.
La commune possède un gîte depuis aout 2021, mais pas de chambres d'hôtes.

### Agriculture
La commune de Vitrolles-en-Lubéron possède cinq labels appellation d'origine contrôlée (AOC) (luberon AOC blanc, rouge et rosé, huile d'olive de Provence et huile d'olive de Haute-Provence) et onze labels Iindication géographique protégée (IGP) (Miel de Provence, Agneau de Sisteron, Vins de Pays de Vaucluse VDP blanc, rouge et rosé et VDP de Méditerranée blanc, rouge et rosé).

#### Vignes
Vigne sur coteaux pour du raisin de table essentiellement (Muscat). La commune produit des vins ayant quatre appellations reconnues par INAO, un AOC les côtes-du-luberon. Les vins qui ne sont pas en appellation d'origine contrôlée peuvent revendiquer, après agrément, le label indication géographique protégée (IGP) vin de pays d'Aigues qui peuvent être blanc, rosé, rouge. Les viticulteurs produisent aussi un autre label IGP les vins de Pays de Vaucluse qui peuvent être blanc, rosé, rouge. Mais également un autre label IGP vin de pays de Méditerranée qui peut être blanc, rosé, rouge.

#### Huile d'olive de Provence AOC
L'huile d'olive de Provence est protégée par une appellation d'origine contrôlée (AOC) à la suite d'une enquête diligentée par l'INAO, dont les conclusions ont été déposées auprès de la commission le 26 octobre 2006, réunie à Arles, et la signature du décret paru au Journal officiel le 14 mars 2007.
Pour pouvoir postuler à l'AOC, l'huile d'olive de Provence doit être élaborée à base des variétés aglandau, bouteillan, cayon, salonenque ainsi que celles dénommées localement brun, cayet, petit ribier et belgentiéroise. Il faut au moins deux de ces variétés principales présentent au sein de l'oliveraie,.
Dans la commune de Vitrolles-en-Luberon, quelques oliveraies répondent à ses critères.

#### Cerises
À Vitrolles-en-Lubéron sont cultivées des cerises ayant l'Indication géographique protégée : cerises du Ventoux, à savoir que la cerise des coteaux du Ventoux se caractérise par sa production dans la zone des coteaux du Ventoux, par sa cueillette à maturité optimale et par son calibre moyen minimum garanti à 24 mm.

#### Agneau de Sisteron

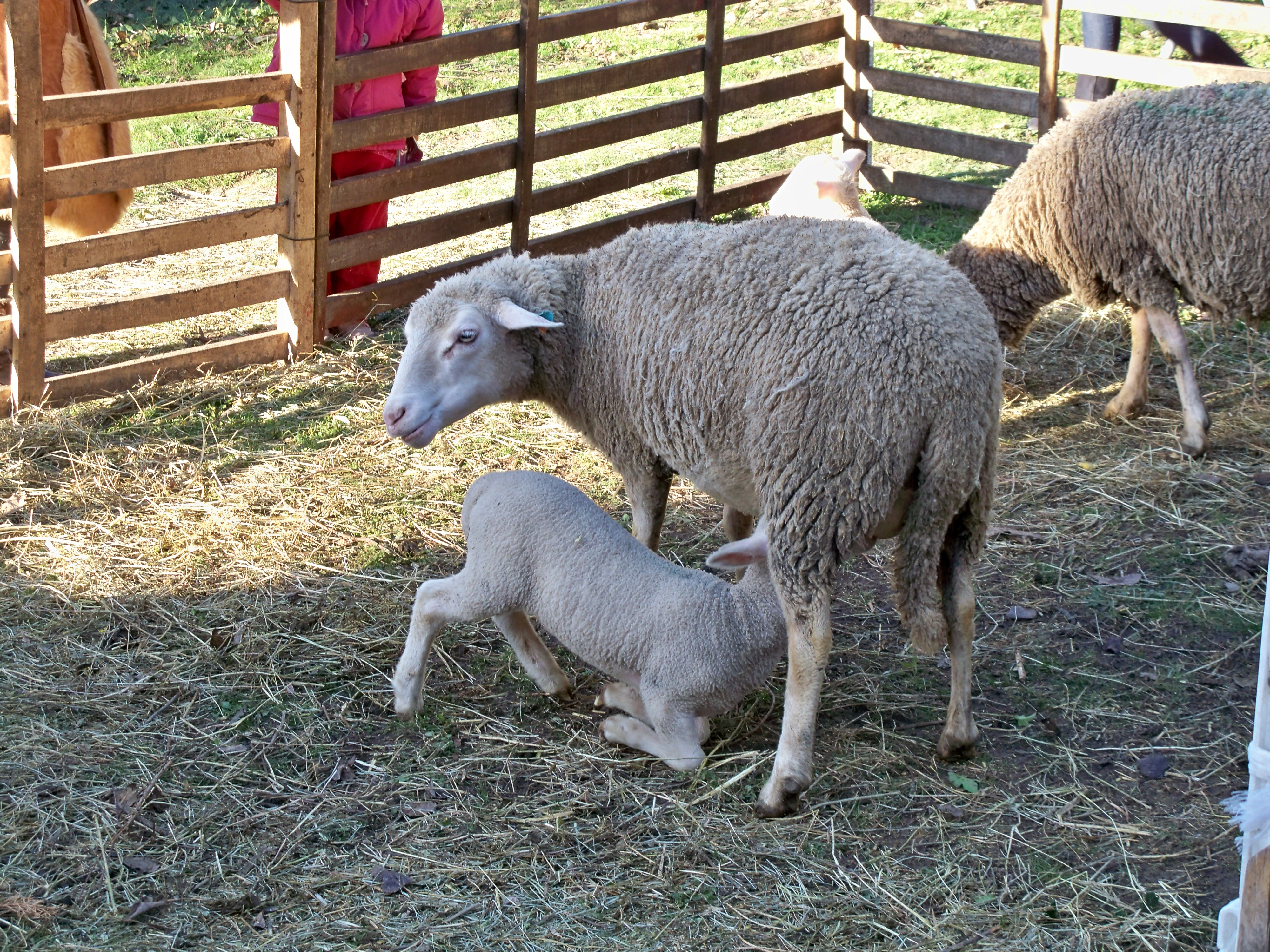
Agneau de Sisteron élevé sous sa mère.

L'agneau de Sisteron est un agneau élevé sous la mère et originaire des Alpes provençales et de la Drôme provençale pendant 60 jours minimum, ayant un âge compris entre 70 et 150 jours et pesant près de 13 à 19 kg. Issus d'élevages traditionnels, avec des mères de races Mérinos d'Arles, Mourérous ou Préalpes du Sud qui les allaitent au moins pendant deux mois, sur un espace pastoral comptant moins de 10 brebis à l'hectare et comportant au minimum 10 hectares de parcours, ces agneaux ont droit, sous le contrôle l'INAO, au label rouge agneau de Sisteron accordé par un décret gouvernemental en date du 3 janvier 2005,.
Cette exigence de qualité a mis un terme à la pratique de cheptels élevés dans les mêmes conditions mais provenant d'autres régions dont l'ensemble de la Provence, le Massif central et le Piémont. Chaque année, c'étaient près de 400 000 bêtes qui passaient par les abattoirs de Sisteron profitant d'un certain laxisme pour usurper une provenance recherchée.

#### Miel de Provence

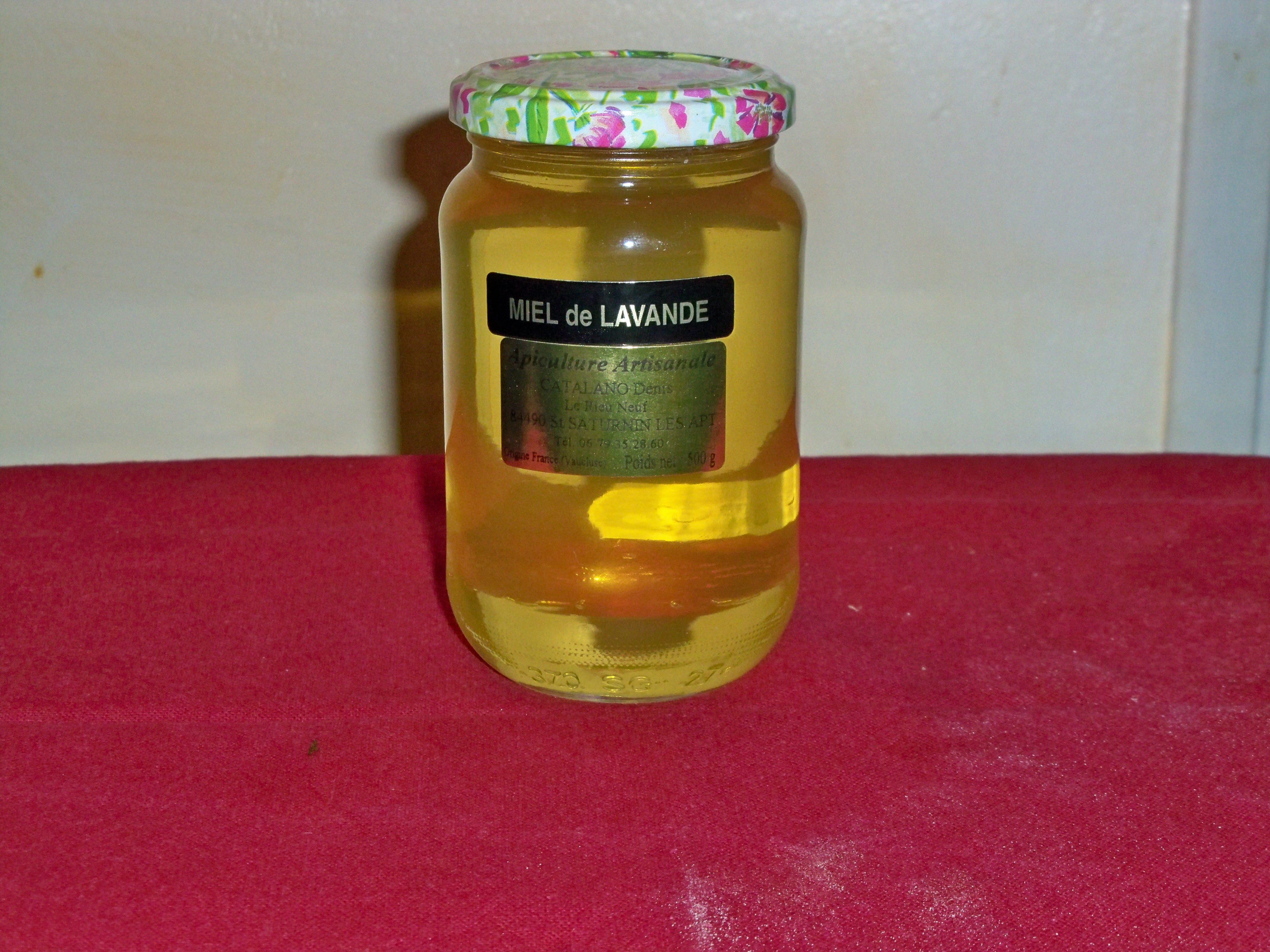
Miel de lavande.

Le miel de Provence est protégé par un label rouge associé à une indication géographique protégée, tant pour le miel toutes fleurs que pour le miel de lavande et lavandin. L'apiculture mobilise nombre de producteurs. Ils sont estimés à 4 500, dont 700 possèdent entre 70 et 150 ruches. La production régionale est de 2 000 t/an, soit 8 % de la production nationale. Nombre d'entre eux pratiquent la transhumance selon un trajet allant du littoral vers la Haute-Provence. L'été est la saison privilégiée pour le miel de lavande et les ruches sont installées dans une zone limitée au nord par une ligne Montélimar / Digne, avec au sud le mont Ventoux, le plateau d'Albion, la montagne de Lure, les monts de Vaucluse et le massif du Luberon. Le miel toutes fleurs est élaboré dans une vaste zone limitée par Nîmes, Montélimar, Gap, Digne, Nice, Toulon, Marseille et Avignon.

#### Autres
Vergers, blé, pomme de terre, champs de colza, amandiers (XIXe).

## Culture locale et patrimoine

### Patrimoine civil

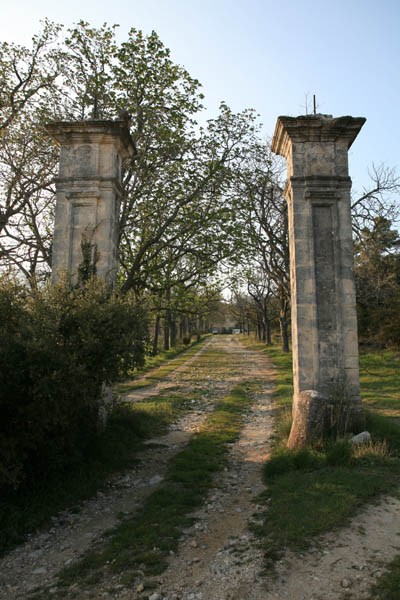
Les piliers à l'entrée du château du Grand Pré.

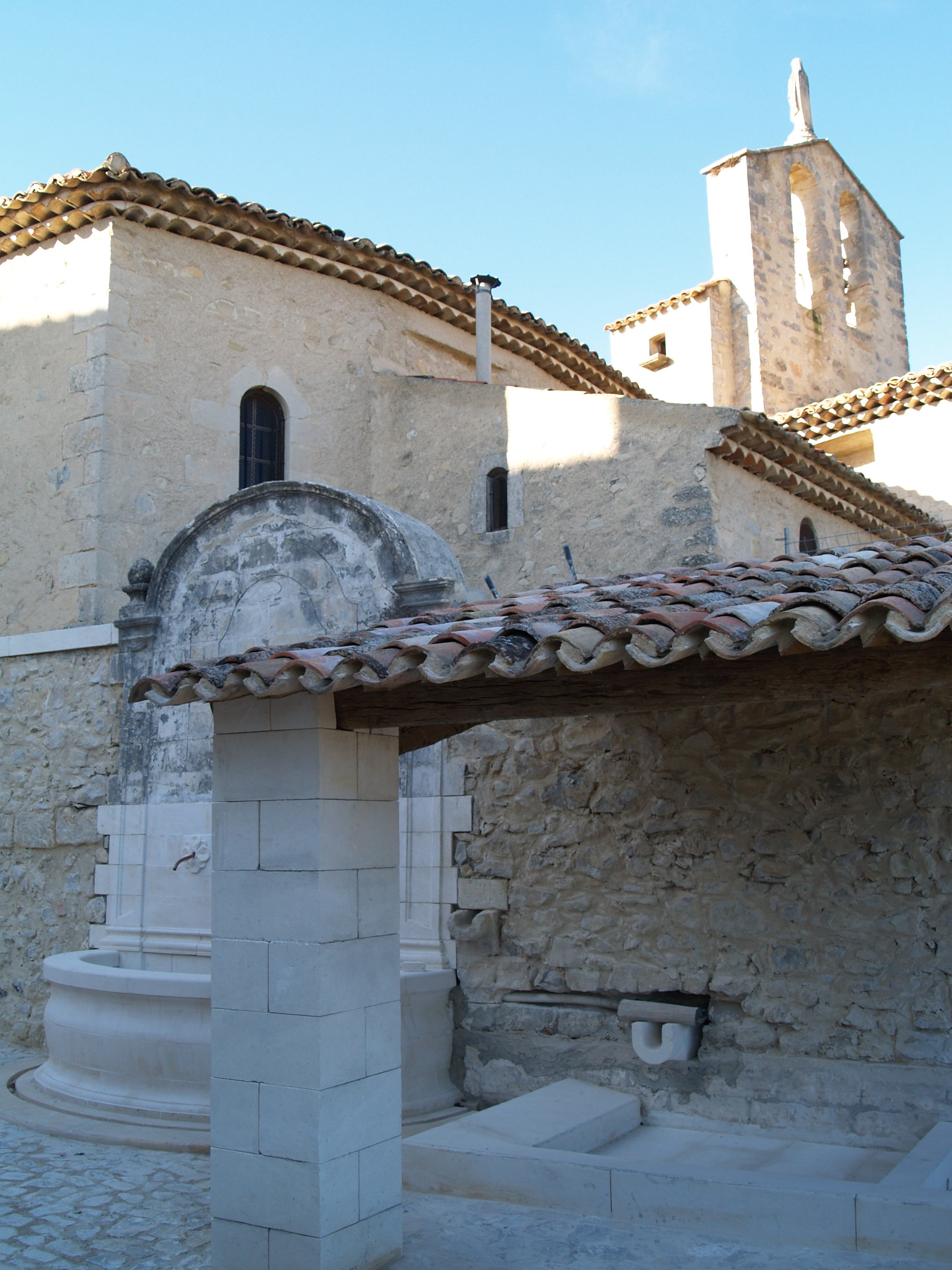
Lavoir et fontaine.

- Château du Grand Pré : Vaste bastide quadrangulaire des XVIIe et XVIIIe siècles de style Louis XV qui fut édifiée peu avant 1678 pour Françoise de Cambis, veuve d'Honoré de Brancas Forcalquier. Le château est vendu en 1753 à l'illustre médecin chirurgien Jean-Gaspard d'Ailhaud. Celui-ci fit fortune et devint célèbre en ayant trouvé une poudre purgative miracle[77] qui lui valut sa renommée et lui fit acquérir une charge auprès du roi. Il devint alors conseiller et secrétaire du roi et fit également bâtir un hôtel particulier à Aix-en-Provence (hôtel d'Ailhaud dans l'actuelle rue Mignet).

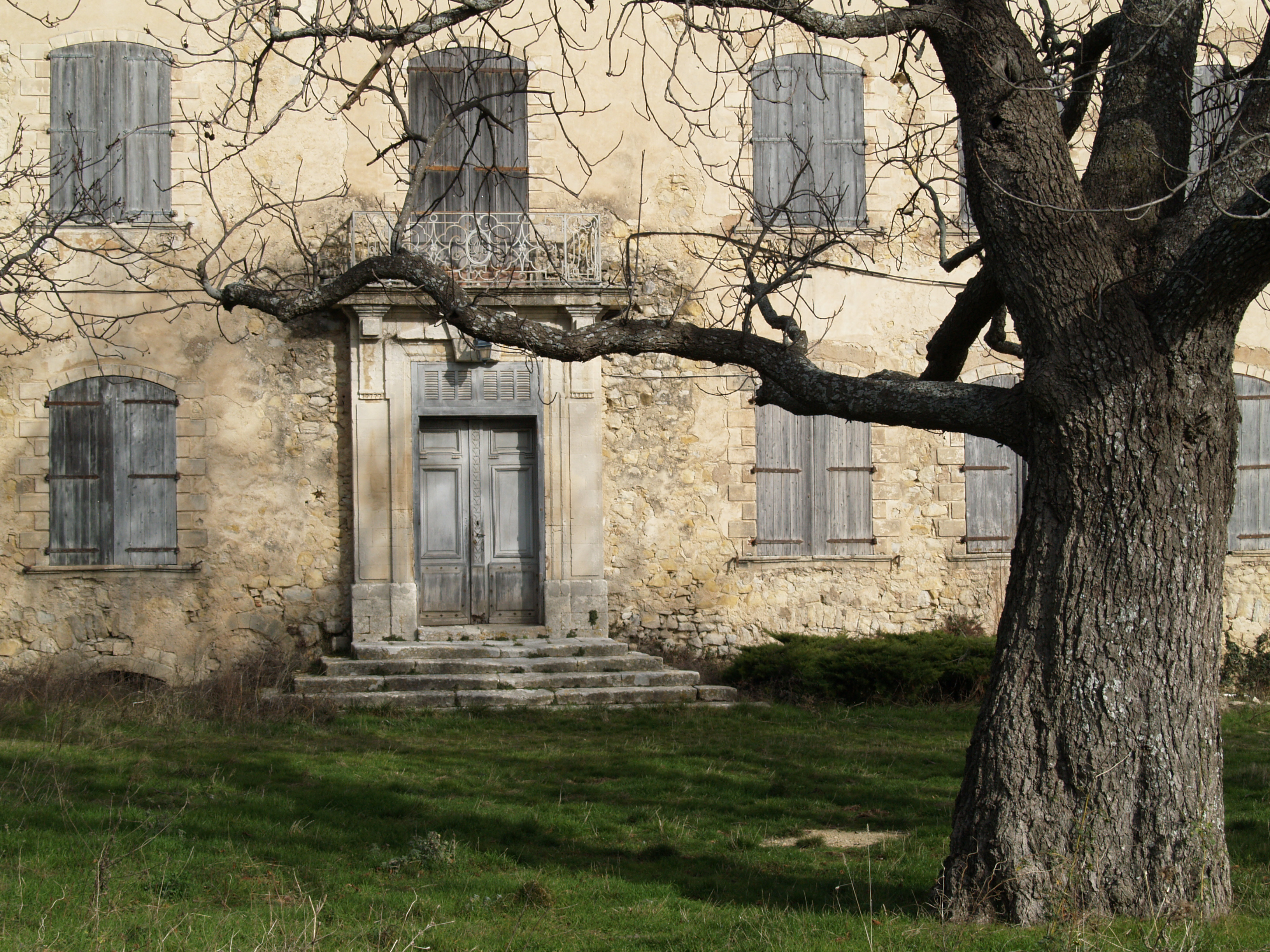
Le Grand Pré - entrée principale.

L'ensemble de la propriété est vaste et est constitué d'un corps de logis, d'une chapelle, de bâtiments d'exploitation agricole, d'une usine bâtie par le fils et le petit-fils de Jean d'Ailhaud, d'un second corps de bâtiment (ruiné), d'un colombier et d'un jardin.
L'entrée principale face au village ainsi que l'entrée sud de la propriété sont bordées de deux piliers en pierre des XVIIe et XVIIIe siècles. 
Aujourd'hui le château est privé et ne se visite pas.

- Moulin à huile. Situé à l'étage de soubassement sous l'actuelle mairie du village. Ce bâtiment de forme triangulaire est issu de la destruction partielle de trois maisons figurées au cadastre de 1838. L'équipement d'origine constitué d'une meule à traction animale et d'un pressoir double daté de 1898 par inscription peinte sur ses montants, ont été conservés[79].

### Patrimoine religieux
- Église paroissiale Saint-Étienne d'origine romane et son clocher-mur.
Mentionnée à partir de 1274, elle est composée d'une nef à deux travées et d'une abside rectangulaire voutée en berceau plein-cintre. Elle est abandonnée au XVe siècle et est en ruine en 1620. Elle est restaurée avant 1632 et est dotée d'une chapelle latérale (actuelle 1re travée de nef) en 1661. En 1683 la nef primitive est détruite partiellement pour être remplacée par la nef actuelle avec le chœur et la sacristie (maçons : Jean Brunet, Barthélemy, Étienne Ricard et André Eyriès)[79].

- Oratoire Sainte-Philomène.
 Au lieu-dit le Chemin Neuf, l'oratoire est caché dans la végétation à l'entrée sud du château du Grand Pré. Datant du XVIIIe siècle, en molasse et pierre de taille, c'est un socle cubique portant une niche encadrée de pilastres et couverte d'un toit en bâtière surmonté d'une croix.

- Calvaire Saint-Siméon.
 Au niveau de l'entrée principale du château du Grand Pré sur la route de Céreste. Probablement croix de mission du XIXe siècle.

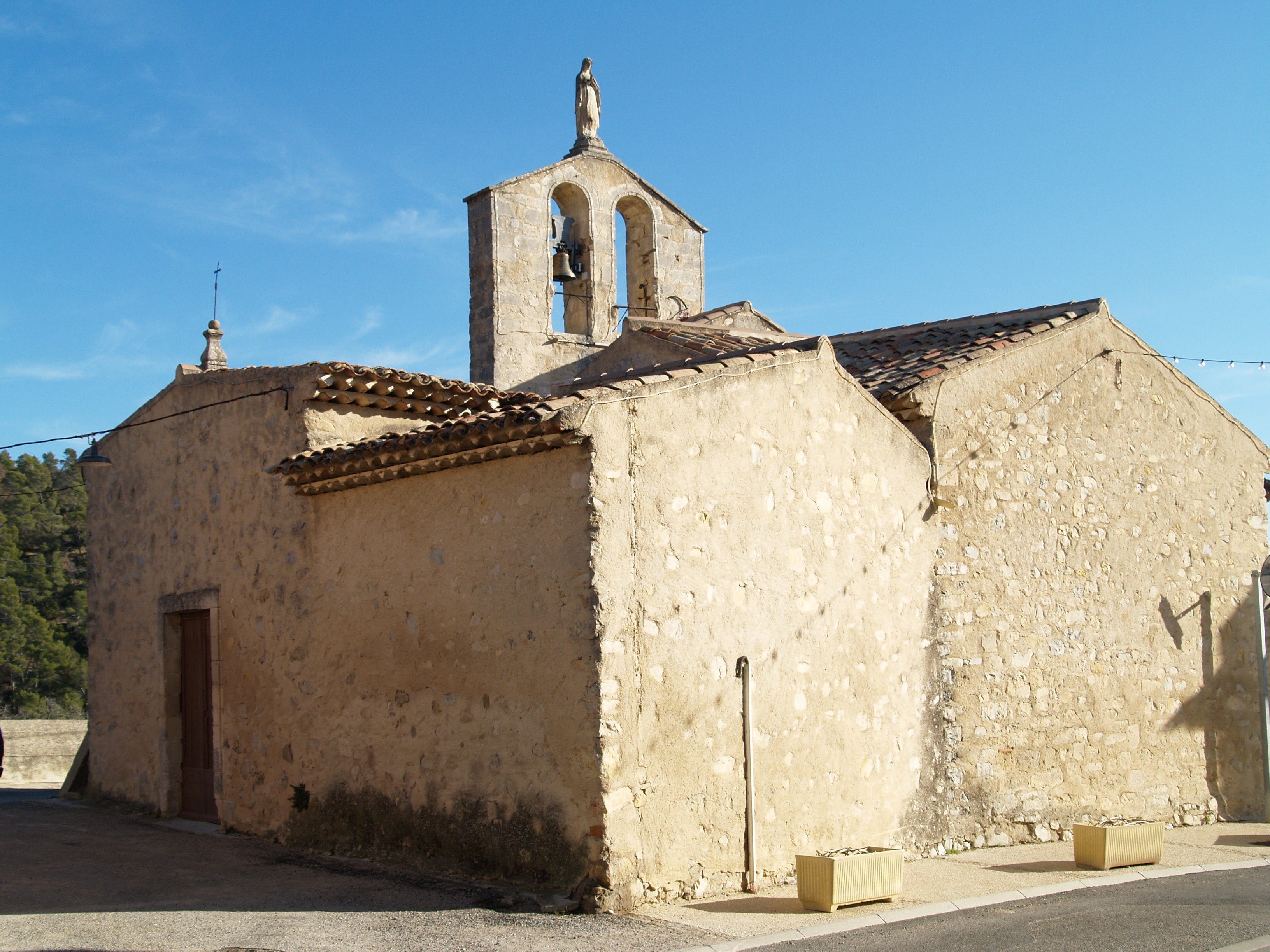
L'église paroissiale.
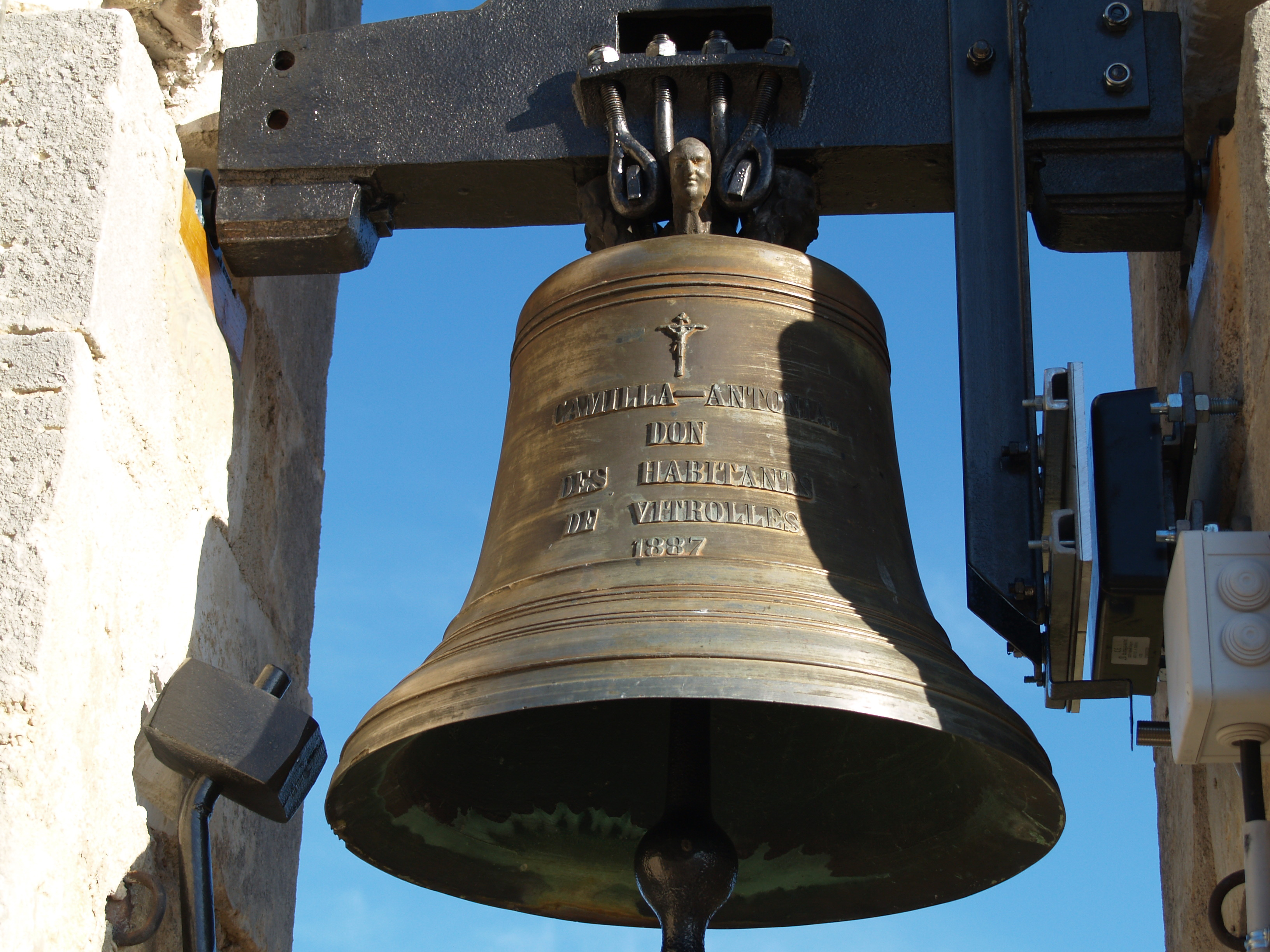
La cloche Gravure :
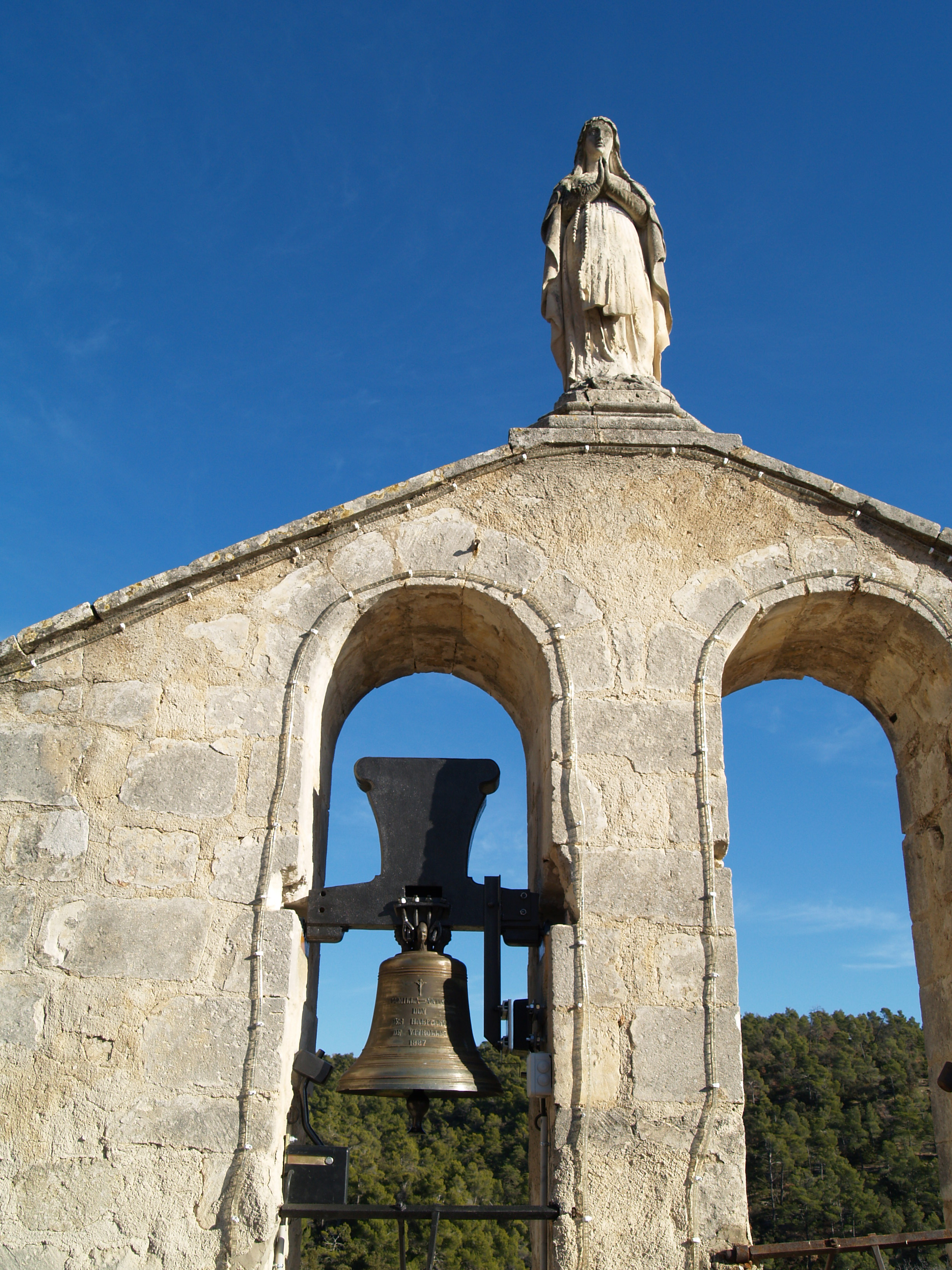
Clocher-mur.

 Camilla - Antonia.
Don
des habitants
de Vitrolles
1887
- Clocher-mur.

### Personnalités liées à la commune

Blason de Jean d'Ailhaud.

Jean d'Ailhaud (né à Lourmarin en 1674, mort en 1756 à Aix-en-Provence), médecin chirurgien, devenu baron de Castellet, seigneur de Vitrolles et de Montjustin, il fut conseiller et secrétaire du roi Louis XV, il est l'inventeur de la célèbre poudre purgative d'Ailhaud, et son fils, Jean-Gaspard d'Ailhaud (mort en 1800), auteur d'une série de 7 livres défendant les travaux de son père. Un autre membre de la famille, Joseph d'Ailhaud de Brisis, médecin né à Vitrolles-en-Luberon, a été juge de paix à Nyons, où il est décédé.

### Cinéma
1959 : Les Loups dans la bergerie d'Hervé Bromberger avec Pierre Mondy, Françoise Dorléac.
1990 : La gloire de mon père et Le château de ma mère d'Yves Robert avec Nathalie Roussel, Philippe Caubère, Didier Pain, Thérèse Liotard, Victorien Delamare, Pierre Maguelon, Jean Carmet, Jean Rochefort, Georges Wilson, Patrick Préjean, * Paul Crauchet, Jean-Pierre Darras. Tourné également à Grambois.

### Héraldique
| Blason de Sault | Les armes peuvent se blasonner ainsi : D'azur au lion d'or rampant contre un rocher d'argent à dextre. |